# Diadelia transversefasciata
Diadelia transversefasciata är en skalbaggsart som beskrevs av Stefan von Breuning 1964. Diadelia transversefasciata ingår i släktet Diadelia och familjen långhorningar.
Artens utbredningsområde är Madagaskar. Inga underarter finns listade i Catalogue of Life.